# 24305 Darrellparnell
24305 Darrellparnell è un asteroide della fascia principale. Scoperto nel 1999, presenta un'orbita caratterizzata da un semiasse maggiore pari a 2,9761229 UA e da un'eccentricità di 0,0831006, inclinata di 10,25585° rispetto all'eclittica.